# Liste der Erzbischöfe von Santiago de Cuba
Die folgenden Personen waren Bischöfe und Erzbischöfe von Santiago de Cuba (Kuba):
- Juan de Witte Hoos (Ubite), O.P. (1517–1525)
- Sebastián de Salamanca (1525–1526)
- Miguel Ramírez de Salamanca, O.P. (1530–1534)
- Diego de Sarmiento, O. Cart. (1535–1544)
- Fernando de Uranga (Urango) (1550–1556)
- Bernardino de Villalpando, C.R.S.A. (1561–1564) (auch Bischof von Santiago de Guatemala)
- Gonzalo de Solorzano (1563–1565)
- Juan del Castillo (1567–1578)
- Juan Antonio Diaz de Salcedo, O.F.M. (1580–1597) (auch Bischof von León in Nicaragua)
- Bartolomé de la Plaza, O.F.M. (1597–1602)
- Juan de las Cabezas Altamirano (1602–1610) (auch Bischof von Guatemala)
- Alonso Enríquez de Toledo y Armendáriz, O. de M. (1610–1624) (auch Bischof von Michoacán)
- Gregorio de Alarcón, O.S.A. (1623–1624)
- Leonel de Cervantes y Caravajal (1625–1629) (auch Bischof von Guadalajara)
- Jerónimo Manrique de Lara y de Herrera, O. de M. (1629–1644)
- Martín de Zelaya (Celaya) y Oláriz (1645–1649)
- Nicolás de la Torre Muñoz (1649–1653)
- Juan de Montiel (1655–1657)
- Pedro de Reina Maldonado (1659–1660)
- Juan de Sancto Mathía Sáenz de Mañozca y Murillo (1661–1668) (auch Bischof von Guatemala)
- Alonso Bernardo de Ríos y Guzmán, O.SS.T. (1668–1671) (auch Bischof von Ciudad Rodrigo)
- Gabriel Díaz Vara Calderón (1671–1676)
- Juan Antonio García de Palacios (1677–1682)
- Baltasar de Figueroa, O. Cist. (1683–1684)
- Diego Evelino Hurtado de Compostela (1685–1704)
- Jerónimo de Valdés, O.S.Bas. (1705–1729)
- Francisco de Izarregui (1730–1730)
- Gaspar de Molina y Oviedo, O.S.A. (1730–1731) (auch Bischof von Barcelona)
- José Laso de la Vega y Cansino, O.F.M. (1731–1752)
- Pedro Agustín Morell de Santa Cruz y Lora (1753–1768)
- Santiago José Hechavarría (Cheverria) y Elguezúa (1770–1788) (auch Bischof von Tlaxcala)
- Antonio Feliú y Centena (1789–1791)
- Joaquín de Osés y Alzúa (1792–1823) (erster Erzbischof ab 1803)
- Mariano Rodríguez de Olmedo y Valle (1824–1831)
- Cirilo de Alameda y Brea, O.F.M. (1831–1849) (auch Erzbischof von Burgos)
- Antonio María Claret y Clará, C.M.F. (1850–1859)
- Manuel María Negueruela Mendi (1859–1861)
- Primo Calvo y López (1861–1868)
- José María Martín de Herrera y de la Iglesia (1875–1889) (auch Erzbischof von Santiago de Compostela)
- José Cos y Macho (1889–1892) (auch Erzbischof von Madrid)
- Francisco Sáenz de Urturi y Crespo, O.F.M. (1894–1899)
- Francisco de Paula Barnada y Aguilar (1899–1913)
- Felice Ambrogio Guerra Fezia, SDB (1915–1925)
- Valentín (Manuel) Zubizarreta y Unamunsaga, O.C.D. (1925–1948)
- Enrique Pérez Serantes (1948–1968)
- Pedro Claro Meurice Estiú (1970–2007)
- Dionisio Guillermo García Ibáñez (seit 2007)